# Toschia picta
Toschia picta là một loài nhện trong họ Linyphiidae.
Loài này thuộc chi Toschia. Toschia picta được Lodovico di Caporiacco miêu tả năm 1949.